# Souzy
Souzy is een gemeente in het Franse departement Rhône (regio Auvergne-Rhône-Alpes) en telt 578 inwoners (1999). De plaats maakt deel uit van het arrondissement Lyon.

## Geografie
De oppervlakte van Souzy bedraagt 5,1 km², de bevolkingsdichtheid is 113,3 inwoners per km².
De onderstaande kaart toont de ligging van Souzy met de belangrijkste infrastructuur en aangrenzende gemeenten.

## Demografie
Onderstaande figuur toont het verloop van het inwonertal (bron: INSEE-tellingen).